# Livezile (župa Alba)
Livezile je rumunská obec v župě Alba. Žije zde přibližně 1 000 obyvatel. Obec se skládá ze čtyř částí.

## Části obce
- Livezile – 590 obyvatel
- Izvoarele – 82 obyvatel
- Poiana Aiudului – 254 obyvatel
- Vălișoara – 115 obyvatel